# جيمي كوك (لاعب كريكت)
جيمي كوك (31 يوليو 1953 في جنوب أفريقيا - ) (بالإنجليزية: Jimmy Cook)‏ هو لاعب كريكت جنوب أفريقي. شارك مع منتخب جنوب أفريقيا الوطني للكريكت. أما مع النوادي، فقد لعب مع نادي مقاطعة سومرست للكريكت ‏ وGauteng (cricket team) ‏.

## وصلات خارجية
- جيمي كوك على موقع إي آس بي آن كريك إنفو (الإنجليزية)